# Comuna Rîhtîci, Drohobîci
Rîhtîci (în ucraineană Рихтичі) este o comună în raionul Drohobîci, regiunea Liov, Ucraina, formată din satele Hatkî și Rîhtîci (reședința).

## Demografie
Componența lingvistică a comunei Rîhtîci
     Ucraineană (99,62%)
     Alte limbi (0,26%)
Conform recensământului din 2001, majoritatea populației comunei Rîhtîci era vorbitoare de ucraineană (99,62%), existând în minoritate și vorbitori de alte limbi.